# Führerbefehle des Obersten SA-Führers
Die Führerbefehle des Obersten SA-Führers, meist kurz als Führerbefehle bezeichnet, waren eine Reihe von schriftlich ausgearbeiteten Anordnungen, die Adolf Hitler in seiner Eigenschaft als Oberbefehlshaber der Sturmabteilung (sogenannter Oberster SA-Führer) zwischen 1933 und 1944 durch die Oberste SA-Führung (OSAF) als der von ihm mit der praktischen Durchführung seiner Kommandogewalt über die SA betrauten Organisation herausgeben ließ. Die Führerbefehle sind nicht zu verwechseln mit dem Verordnungsblatt der Obersten SA-Führung.

## Form und Inhalt
Zwischen 1931 und 1944 erschienen insgesamt fünfundachtzig durchnummerierte Führerbefehle des Obersten SA-Führers sowie eine Reihe von abweichend nummerierten Sonderbefehlen (so z. B. die Führerbefehle [römisch] I. bis IV im Jahr 1932 und der Führerbefehl 23a im März 1934), die als gebundene Mitteilungsblätter von der Obersten-SA-Führung an eine Vielzahl von SA-, SS- und Partei-Dienststellen verschickt wurden. Der Umfang der Führerbefehle schwankte zwischen einer und 26 Seiten.
Auf der ersten Seite eines Führerbefehls stand üblicherweise in großen Lettern das Wort Führerbefehl, mit dem Datum des Erlasses darunter oder oben rechts. Unter dem Wort Führerbefehl folgte die Eröffnung „Der Oberste SA-Führer“, gefolgt von einer Aufzählung von in letzter Instanz von Hitler legitimierten Befehlen bezüglich der organisatorischen Ausgestaltung des SA-Betriebs, vor allem der personellen Besetzung von Dienststellen.
Im Einzelnen wurden in den Führerbefehlen personelle Veränderungen in ranghohen oder als bedeutend angesehenen SA-Dienststellen angezeigt: So wurden in ihnen die Ernennung von SA-Angehörigen auf wichtige Dienstposten, Beförderungen im Bereich der höheren SA-Ränge – bzw. im Falle der OSAF selbst auch von niedrigen Chargen, die im Bereich der OSAF selbst eingesetzt waren – sowie Versetzungen von SA-Angehörigen auf andere Dienststellen, Dienststellenenthebungen, Ausschlüsse und Verstoßungen aus SA und SS sowie diverse andere Personalentscheidungen mitgeteilt. Dabei wurden zuerst die personellen Veränderungen im Bereich der Obersten SA-Führung mitgeteilt, denen die Veränderungen im Bereich der Reichsführung SS, der SA-Obergruppen, der SA-Gruppen, des SA-Sanitätswesens und der SA-Reserve folgten. Gleichrangige Gliederungen wurden nach festgelegten Nummerierungen (SA-Obergruppe I, SA-Obergruppe II) oder alphabetisch (SA-Gruppe Berlin-Brandenburg, SA-Gruppe Mitte, SA-Gruppe Sachsen usw.) angeordnet. Innerhalb der einzelnen Gliederungen wurde die Auflistung von personellen Veränderungen hierarchisch fortschreitend angeordnet. Wenn zwei gleichrangige Personen Statusveränderungen erfuhren, wurden diese in alphabetischer Reihenfolge genannt.
Jeder Führerbefehl war pro forma maschinenschriftlich (bei einigen frühen Befehlen auch handschriftlich) mit dem Namen Adolf Hitler unterschrieben und galt damit offiziell als persönlicher Befehl Hitlers. Einige frühe Befehle sind auch stellvertretend vom Chef des Stabes oder dem Chef der Personalabteilung der Obersten SA-Führung unterschrieben. In der Praxis wurden die Führerbefehle aber naturgemäß von der Personalabteilung ausgearbeitet (zum Teil in Koordination mit der Führung der Obergruppen und Gruppen) und anschließend theoretisch Hitler zur Genehmigung vorgelegt, wobei aus ihnen letztlich nicht ersichtlich ist
1. wie häufig dies in Wirklichkeit erfolgte, und
2. wie genau er diese durchsah, bevor er sie genehmigte oder ob er diese mehr oder weniger unbesehen (also blanko) genehmigte. Während in einigen frühen Drucken noch der Hinweis auftaucht, dass einige Anordnungen „vorbehaltlich der späteren Genehmigung des Führers“ erteilt sein, was eine  persönliche Durchsicht suggeriert, fehlt bei den späteren (tendenziell auch immer umfangreicher werdenden) Befehlen ein solcher Hinweis. Insbesondere bei den relativ untergeordneten Dienstposten (z. B. Führer und Stabsführer von Standarten in der Provinz) ist es zudem zweifelhaft, dass Hitler die von der Obersten SA-Führung zur Ernennung, Beförderung, Versetzung etc. vorgesehenen Personen persönlich oder auch nur dem Namen nach kannte, so dass es ihm kaum möglich war, Vorbehalte gegen Beförderungen, Versetzungen usw. anzumelden.

Sammlungen der Führerbefehle finden sich heute beispielsweise in der Deutschen Nationalbibliothek oder der Bayerischen Staatsbibliothek.
In der historischen Forschung werden die Führerbefehle häufig als Quelle zur Klärung von Fragen zum Aufbau von SA und SS (z. B. aus wie vielen Obergruppen, Gruppen usw. sich die Gesamtorganisation zu einem bestimmten Zeitpunkt zusammensetzte, wie viele Untergliederungen wie etwa Brigaden eine bestimmte Gruppe zu einem bestimmten Zeitraum umfasste, zu welchem Zeitpunkt eine Gliederung in welcher Weise reorganisiert wurde, wie z. B. Umwandlung von Untergruppen in Brigaden etc.) sowie – in der biografischen Forschung – zur Rekonstruktion der Laufbahn von SA- und SS-Funktionären verwendet, da sich darin Angaben finden, zu welchem Zeitpunkt diese auf bestimmte Dienstposten versetzt oder von diesen enthoben wurden oder wann sie einen bestimmten Dienstrang erhielten.

## Chronologischer Überblick
- Führerbefehl Nr. 2 vom 31. Juli 1931
- Führerbefehl Nr. 3 vom 10. September 1931
- Führerbefehl Nr. 4 vom 14. Oktober 1931
- Führerbefehl Nr. 5 vom  3. November 1931
- Führerbefehl Nr. 6 vom 18. Dezember 1931
- Führerbefehl Nr. 7 vom 10. Februar 1932
- Führerbefehl Nr. 8 vom 15. Februar 1932
- Führerbefehl Nr. 9 vom 15. April 1932
- Führerbefehl Nr. 1(I) vom  1. Juli 1932 (Neuaufstellung der SA und SS)
- Führerbefehl Nr. II vom  9. September 1932
- Führerbefehl Nr. III vom 29. November 1932
- Führerbefehl Nr. IV vom 15. Dezember 1932
- Führerbefehl Nr. 10 vom 15. Dezember 1932
- Führerbefehl Nr. 11 vom 25. Januar 1933
- Führerbefehl Nr. V vom 12. März 1933
- Führerbefehl Nr. 12 vom 15. März 1933
- Führerbefehl Nr. 13 vom 20. April 1933
- Führerbefehl Nr. 14 vom  1. Juni 1933
- Führerbefehl Nr. 15 vom  1. Juli 1933
- Führerbefehl Nr. 16 vom  1. August 1933
- Führerbefehl Nr. 17 vom  1. September 1933
- Führerbefehl Nr. 18 vom  1. Oktober 1933
- Führerbefehl Nr. 19 vom  9. November 1933
- Führerbefehl Nr. 20 vom  1. Dezember 1933
- Führerbefehl Nr. 21 vom  1. Januar 1934
- Führerbefehl Nr. 22 vom  1. Februar 1934
- Führerbefehl Nr. 23 vom 27. März 1934
- Führerbefehl Nr. 23a vom 20. April 1934
- Führerbefehl Nr. 24 vom  2. Mai 1934
- Führerbefehl Nr. 25 vom  1. Juni 1934
- Führerbefehl Nr. 26 vom 31. Oktober 1934
- Führerbefehl Nr. 27 vom  8. November 1934
- Führerbefehl Nr. 28 vom  9. November 1934
- Führerbefehl Nr. 29 vom  1. April 1935
- Führerbefehl Nr. 30 vom 15. April 1935
- Führerbefehl Nr. 31 vom 20. April 1935
- Führerbefehl Nr. 32 vom  1. September 1935
- Führerbefehl Nr. 33 vom 15. September 1935
- Führerbefehl Nr. 34 vom  1. November 1935
- Führerbefehl Nr. 35 vom  9. November 1935
- Führerbefehl Nr. 36 vom 15. März 1936
- Führerbefehl Nr. 37 vom  1. April 1936
- Führerbefehl Nr. 38 vom 20. April 1936
- Führerbefehl Nr. 39 vom 25. Juni 1936
- Führerbefehl Nr. 40 vom  4. Juli 1936
- Führerbefehl Nr. 41 vom  1. August 1936
- Führerbefehl Nr. 42 vom  1. September 1936
- Führerbefehl Nr. 43 vom  1. Oktober 1936
- Führerbefehl Nr. 44 vom  1. November 1936
- Führerbefehl Nr. 45 vom  9. November 1936
- Führerbefehl Nr. 46 vom  1. Dezember 1936
- Führerbefehl Nr. 47 vom  1. Januar 1937
- Führerbefehl Nr. 48 vom 30. Januar 1937
- Führerbefehl Nr. 49 vom  1. März 1937
- Führerbefehl Nr. 50 vom  1. April 1937
- Führerbefehl Nr. 51 vom  1. Mai 1937
- Führerbefehl Nr. 52 vom  1. Mai 1937
- Führerbefehl Nr. 53 vom  1. Juni 1937
- Führerbefehl Nr. 54 vom  1. Juli 1937
- Führerbefehl Nr. 55 vom  1. September 1937
- Führerbefehl Nr. 56 vom  1. November 1937
- Führerbefehl Nr. 57 vom  9. November 1937
- Führerbefehl Nr. 58 vom  1. Dezember 1937
- Führerbefehl Nr. 59 vom  1. Januar 1938
- Führerbefehl Nr. 60 vom 30. Januar 1938
- Führerbefehl Nr. 61 vom  1. März 1938
- Führerbefehl Nr. 62 vom  1. April 1938
- Führerbefehl Nr. 63 vom  1. Juni 1938
- Führerbefehl Nr. 64 vom  1. Mai 1938
- Führerbefehl Nr. 65 vom  1. Juli 1938
- Führerbefehl Nr. 66 vom  1. Oktober 1938
- Führerbefehl Nr. 67 vom  1. November 1938
- Führerbefehl Nr. 68 vom  9. November 1938
- Führerbefehl Nr. 69 vom 15. November 1938
- Führerbefehl Nr. 70 vom  1. Januar 1939
- Führerbefehl Nr. 71 vom 30. Januar 1939
- Führerbefehl Nr. 72 vom  1. März 1939
- Führerbefehl Nr. 73 vom 1. Juli 1939
- Führerbefehl Nr. 74 vom 1. Januar 1940
- Führerbefehl Nr. 75 vom 14. Oktober 1940
- Führerbefehl Nr. 76 vom 15. April 1941
- Führerbefehl Nr. 77 vom 30. Januar 1941
- Führerbefehl Nr. 78 vom 10. Januar 1942
- Führerbefehl Nr. 79 vom 30. Januar 1942
- Führerbefehl Nr. 79 vom 23. Juli 1942 (Nachtrag)
- Führerbefehl Nr. 80 vom  9. November 1942
- Führerbefehl Nr. 81 vom 20. April 1943
- Führerbefehl Nr. 82 vom 20. Mai 1943
- Führerbefehl Nr. 83 vom  9. November 1943
- Führerbefehl Nr. 84 vom 15. Dezember 1943
- Führerbefehl Nr. 85 vom 20. April 1944
- Führerverfügung vom 9. November 1944 (bekanntgegeben am 6. Dezember 1944)